# 3276 Porta Coeli
A 3276 Porta Coeli (ideiglenes jelöléssel 1982 RZ1) a Naprendszer kisbolygóövében található aszteroida. Antonín Mrkos fedezte fel 1982. szeptember 15-én.